# Växelbruk

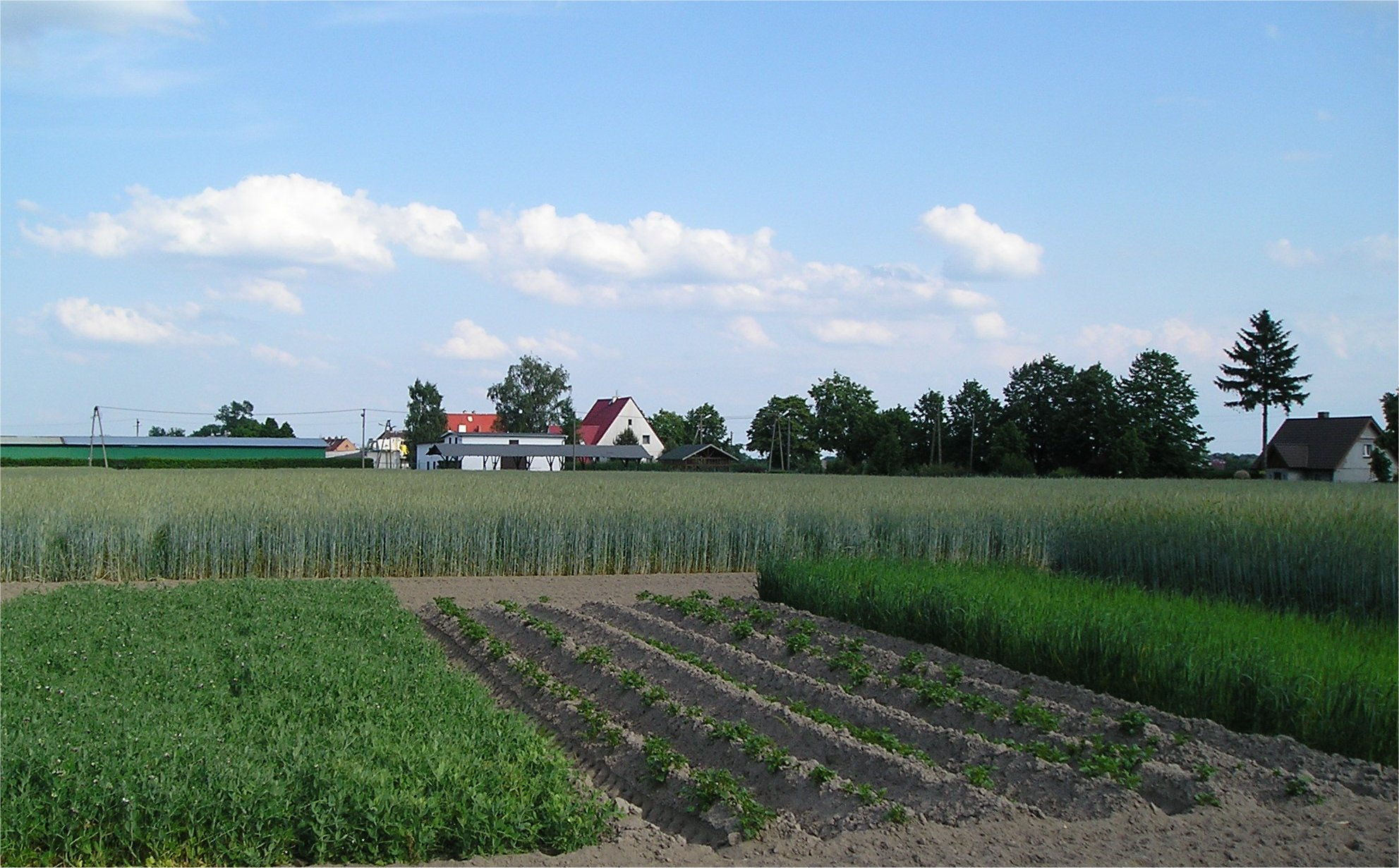
Växelbruk och monokultur i på ett jordbruk i Polen. På det främre fältet odlas växelvis potatis, havre, ärtor och råg. På fältet i bakgrunden har under de senaste 58 åren endast råg odlats.

Växelbruk är en agrikulturell metod som innebär att man skiftar grödorna på ett fält eller att man låter det ligga i träda under vissa år. Växtföljden används dels för att inte utarma jorden, dels för att undvika att växtbundna skadedjur och sjukdomar får fäste. Växelbruket är en ganska gammal företeelse i Europa där man började växla mellan vall och spannmål på fälten i början av 1800-talet.

## Bakgrund
Det vanliga brukningssättet i äldre tider var tvåsäde eller tresäde. Det bestod i att man vartannat eller vart tredje år lät jorden ligga i träde, det vill säga gav den en grundlig bearbetning och gödslade den utan att beså den. Med ett sådant brukningssätt låg alltså hälften eller tredjedelen av all åkerjord utan att bära någon gröda.
I och med växelbruket fick man ett mer lönande brukningssätt: man växlade om med höstsäd, klöver och timotej, vårsäd, ärtväxter och rotfrukter. Dessa växtslag lever vart och ett av sina särskilda näringsämnen och suger alltså inte ut jorden för varandra. Tvärtom upptar ärter, vicker och bönor så mycket kväve att deras kvarlämnade rötter och andra skörderester gör jorden kväverikare än förut.
I Sverige började man redan under tidigt 1700-tal regelbundet varva spannmålsodling med vall i Bergslagen med en omloppstid på 10–12 år (spannmål 1 år, vall 8–10 år, träda 1 år). Det dröjde dock länge innan man allmänt fick upp ögonen för den betydelsen av en rationellt utförd gödsling. Ännu år 1840 klagade till exempel Uppsala läns hushållningssällskap i sin årsberättelse över att "gödningen rätt mångenstädes sker knappt vart tjugonde år", och år 1855 heter det från Olands härad i norra Uppland att "endast i lyckligare fall kan en och samma åker få gödsel vart 16:e à 20:e år". Men i och med boskapsskötselns uppsving under senare delen av 1800-talet blev tillgången på kreatursgödsel rikligare. Man lärde sig då också att bättre tillvarataga och sköta detta "jordbrukarens guld" i stället för att låta det bästa av det rinna bort i bäckar. Även konstgödsel och andra jordförbättringsmedel kom då i bruk i större skala, framför allt kalk men även benmjöl och guano, chilesalpeter, svavelsyrad ammoniak, superfosfat och kalisalter.
Vid slutet av 1800-talet var växelbruket väl utbrett i landet, med upp till ett åttaårigt bruk där man växlade mellan fyra och sex olika grödor. Utformningen av växelbruket berodde till stor del på jordmån och klimat och i delar av Skåne bibehöll man ettåriga vallperioder till förmån för en större andel spannmål.

## Växelbruk i blandjordbruk
I ett blandjordbruk har man både djurhållning och växtodling. Blandjordbruket har genom tiderna varit den dominerande formen för jordbruk och var en grundförutsättning för självhushåll i äldre tider. Exempel på blandjordbruk är mjölkgårdar och gårdar med köttdjursuppfödning. En mjölkgård producerar mjölk, kött, merparten av sitt eget behov av djurfoder (proteinfoder och energifoder) samt ibland även spannmål för livsmedelsproduktion. För en sådan gård är växelbruket en viktig förutsättning för lönsamheten. Träda ingår vanligen inte idag som en del av växtföljden. Fram till för något år sedan har EU lagt krav på en viss andel träda för att en gård skall kunna få stöd. Anledningen till det var att minska överproduktionen av jordbruksprodukter. Idag finns det kravet inte kvar.

### Grödor
Grödorna som odlas är proteinfoder, till exempel majs, ärtor, raps/rybs och lusern samt energifoder, spannmål och vall, till exempel klöver och timotej. Vallen ensileras och kan då få ett högt energiinnehåll. Tidig vallskörd ger dessutom bra proteinvärden. Tiderna mellan byte av gröda varierar främst beroende på markens kondition, gårdens behov av olika grödor samt behovet av åkerbete. En vall bör inte betas under det första året och betas med försiktighet under det andra för att rotskiktet inte skall skadas. Vanligt är att man under 1–2 år odlar proteinfoder och under 3–5 år odlar vall och låter djuren beta åkervallen de 2–3 sista åren under en vallperiod. Det innebär att på en gård som förfogar över 250 ha åkermark läggs mellan 40 och 70 ha om varje år. Byte från vall till annan gröda kallas vallbrott.

### Omläggning (traditionell)
En benämning på byte av gröda på ett fält är omläggning. Det traditionella tillvägagångssättet vid omläggning visas i bild 1. Eftersom en hel del kväve finns lagrat i det gamla rotsystemet måste man utföra omläggningen vid lämpligt tillfälle för att undvika kväveförluster (läckage). För höstsådd rekommenderas plöjning i mitten av augusti och för vårsådd sent på hösten eller på våren.

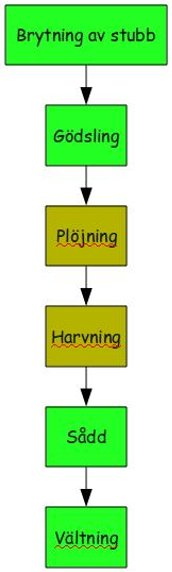
Bild 1. Ordningsföljden vid omläggning av gröda

- Brytning av stubb: I enklaste fallet består detta moment av ingenting. Om det förekommer mycket ogräs behövs åtgärder vidtas, till exempel besprutning med kemikalier, herbicider. Ett annat sätt är mekanisk sönderdelning av rotsystemet med tallriksharv eller skålsvans. I bägge fallen bör fältet ligga någon vecka så att giftet får verka eller ogräset torka ut. En ytterligare överfart med tallriksharven innan plöjning kan vara lämplig. En annan metod är att skumplöja fältet först och på så vis öka mullhalten i skiktet närmast ytan. Vid brytning av mycket gammal vall med tjockt torvlager (tio år och mer) påskyndas förmultningen av torvskiktet betydligt om man trasar sönder det med en tallriksharv innan plöjning - det kräver dock en väldigt tung harv.

- Gödsling: Vid gödsling med konstgödsel kan momentet utföras när som helst i processen fram till sådd. Vid gödsling med stallgödsel måste det ske innan harvningen slutförs. Gödsling innan fältet plöjs har fördelen att gödseln blandas med växtrester och det gamla rotsystemet så att förmultningen av dessa ytterligare påskyndas. Att gödsla innan man mekaniskt bryter vallen kan inverka positivt på ogräsbekämpningen.

Den mängd och sammansättning av gödsel som krävs beror på jordens skick och näringsinnehåll samt på vilken gröda som skall odlas. För att kunna beräkna en passande gödselgiva krävs jordanalys för att fastställa förrådet av fosfor, kalium, kalcium, och andra mineraler och näringsämnen. Med den vetskapen kan man fastställa en giva som är "nödvändig och tillräcklig", dvs ger rätt mängd näring till grödan utan att läcka ut och bidra till övergödning av vattendrag etc. En perfekt gödselgiva kräver nästan alltid en kombination av stallgödsel och konstgödsel. En inte ovanlig andel stallgödsel (nötgödsel) i en gödselgiva är 20–25 ton per ha. Jordbrukstekniska institutet har i ett antal studier visat att hästgödsel med fördel kan användas för gödsling av åkermark.
- Plöjning: se Plog. En väl utförd brytning av vallen gör plöjningsmomentet lättare och ett väl utfört plöjningsmoment avgör till stor del hur många efterföljande överfarter med harv som krävs.

- Harvning: Syftet med detta moment är att åstadkomma en bra såbädd, dvs en i idealfallet plan yta med en fin struktur i ytjordslagret. Därför är harven oftast försedd med en sladdplanka längst fram för att jämna till ytan. En bred harv är också effektivare än en smal harv. Ett annat syfte med harvningen kan vara ogräsbekämpning varvid man efter en första omgång väntar tills ogräset börjar gro och därefter harvar en omgång till.

- Sådd: I detta moment skall alltså fröna sättas. Moderna, traktordragna såmaskiner har typiskt bredder mellan 2,5 och 6 m och kan fås med frölåda för spannmål och låda för konstgödsel. Vissa maskiner kan också fås med frölåda för vallfrö. De flesta typer av utsäde sås tämligen nära ytan, sällan mer än en eller ett par cm ner. Vallfrö skall sås precis i ytan och kan ibland ses med ögat när såmaskinen har passerat.

- Vältning: Omläggningens sista moment. En ringvält består av en (tung) konstruktion av tätt sittande stålringar med diameter runt 50–60 cm. Moderna ringvältar kan vara över 12 m breda. Uppgiften för välten är att "försegla" fältets yta för att förhindra uttorkning (som ofta är ett problem vid all hantering av öppen jordyta). Vidare gör den det svårare för fåglar att plocka frön från marken. Många ringvältar kan utrustas med såningsutrustning för vallfrö. I sådana fall får fröna falla ner på marken framför välten.

### Omläggning vid reducerad bearbetning
Med reducerad bearbetning menas odling där antalet överfarter för att fullborda bytet av gröda minskas. Vid plöjningsfri odling sker omläggningen av gröda i två moment med sammanlagt två eller tre överfarter. I första momentet bryts stubben och en såbädd skapas, t. ex. med en brysselplog. Detta kräver en till två överfarter. I andra momentet sker sådd och vältning under en överfart.
Omläggningen kan också göras i ett enda moment, med en överfart, s. k. direktsådd.

#### Plöjningsfri odling
En variant av reducerad bearbetning är så kallad plöjningsfri odling. Plöjning är både tidsödande och svårt och det krävs en hel del arbete (harvning för att uppnå en bra såbädd på den plöjda åkern. Därför har det länge funnits intresse att finna metoder att lägga om grödor utan plöjning men med bevarad avkastning. Redan i början av 1900-talet gjordes försök med plöjningsfri odling i England. Resultaten blev goda vad gäller avkastning men problemen med ogräs gjorde att försöken upphörde. På 1970-talet, efter det att kemiska bekämpningsmedel (herbicider) utvecklats återupptogs försöken. Det man vill uppnå vid odling med reducerad bearbetning är maximal skörd till minimal kostnad – i pengar och miljö, på kort och lång sikt.
Idag har plöjningsfri odling etablerat sig inom spannmålsodlingen i sydligare delar av Sverige och kunskapen inom området har ökat väsentligt på senare år. Speciellt intressant är plöjningsfri odling på tung lerjord med god struktur eftersom luckringsbehovet i sådan jord inte är så stort. Svårgenomsläppliga lerjordar är inte lämpliga för plöjningsfri odling och lätta jordar behöver luckras på ett djup som ofta kräver en plog. Ett redskap, brysselplogen har tagits fram speciellt för att ersätta plogen. Den består väsentligen av en kombination av en tallriksharv och en gåsfotkultivator. En ren tallriksharv eller en ren gåsfotskultivator kan också användas. Jordfräs kan också användas men måste framföras väldigt långsamt och är därför inte praktiskt intressant. Ett väl så bra resultat kan ofta fås med skumplöjning (plöjning på litet djup).
Försök har visat att reducerad bearbetning, rätt utförd och vid rätt tid, på lämplig jord och vid lämplig förfrukt ger väl så goda skörderesultat. Erforderligt antal överfarter, från befintlig stubb till såbädd är en eller två, att jämföra med (under gynnsamma förhållanden) minst tre överfarter vid konventionell plöjning. Dragkraftsbehovet vid plöjningsfri odling är dock vanligen större än om plog används så rätt däckstryck blir en viktig parameter i sammanhanget för att minska markpackning.
Många som har börjat tillämpa reducerad bearbetning använder ännu plogen vid vissa tillfällen för att få bästa nyttan av bägge odlingsmetoderna. I Plöjningsfri odling av Johan Arvidsson listas för- och nackdelar med plöjningsfri odling respektive odling med plog. I tabellen nedan återges några av dem.
| Gynnar plöjningsfri odling         | Gynnar plöjning                    |
| ---------------------------------- | ---------------------------------- |
| Styv jord                          | Lätt jord                          |
| God förfrukt                       | Dålig förfrukt                     |
| Liten halmmängd                    | Stor halmmängd                     |
| Välhackad halm                     | Lång halm och stubb                |
| God jordstruktur                   | Dålig jordstruktur                 |
| Höstsådd                           | Vårsådd                            |
| Spannmål (höstvete)                | Ärter, sockerbetor                 |
| Genomsläpplig jord                 | Svårgenomsläpplig jord             |
| Ogräsfritt                         | Gott om perenna ogräs              |
| Torra förhållanden vid bearbetning | Blöta förhållanden vid bearbetning |
| Torrt klimat                       | Blött klimat                       |

#### Direktsådd
Vid direktsådd används en speciell såmaskin som bryter stubben, myllar, sår, gödslar och återpackar, allt under en överfart. Denna metod tillämpas vid ren spannmålsodling.